# سعد بن عبادة
سَعْدُ بْنُ عُبَادَةَ اَلسَّاعِدِيُّ اَلْخَزْرَجِيُّ اَلْأَنْصَارِيُّ، أَبُو ثَابِتٍ، وقيل: أَبُو قَيْسٍ، من أكرم بيوت العرب، وأعرقِها نسبًا، وهو زعيم الخزرج قبل الإسلام. صحابي أسلم مبكراً، وشهد بيعة العقبة، وعاش إلى جوار الرسول محمد، واشتهر بالكرم والجود هو وابنه قيس بن سعد بن عبادة الساعدي، وقيل عن سعد: «كان الرجل من الأنصار ينطلق إلى داره، بالواحد من المهاجرين، أو بالاثنين، أو بالثلاثة. وكان سعد بن عبادة ينطلق بالثمانين». 

## نسبه ونسله
- هو : سعد بن عبادة بن دليم بن حارثة بن النعمان بن أبي حزيمة بن ثعلبة بن طريف بن الخزرج بن ساعدة بن كعب بن الخزرج بن حارثة بن ثعلبة بن عمرو بن عامر بن حارثة بن ثعلبة بن الأزد.[2][3][4]

- نسله : ينحدر من نسله بنو نصر، أو النصريون، أو بنو الأحمر، وهي أسرة حكمت غرناطة في أواخر العصر الإسلامي بالأندلس حتى سقوط غرناطة في عصر آخر ملوك بني الأحمر أبو عبد الله محمد عام 1492.[5] وهي آخر أسرة عربية إسلامية حكمت في الأندلس، وكان ذلك في غرناطة ما بين 38/1232-1492 م.

## البيعة
بعد أن تمت بيعة العقبة سراً، وأصبح الأنصار يتهيَّؤون للسفر، علمت قريش بما كان من مبايعة الأنصار واتفاقهم مع الرسول محمد على الهجرة إلى يثرب حيث يقفون معه ومن ورائه. جنّ جنون قريش فراحت تطارد الركب المسافر حتى أدركت من رجاله سعد بن عبادة، فأخذه المشركون وربطوا يديه إلى عنقه بشراك رحله وعادوا به إلى مكة، حيث احتشدوا حوله يضربونه وينزلون به ما شاؤوا من العذاب.
بعد أن هاجر الرسول إلى يثرب، سخّر سعد أمواله لخدمة المهاجرين. كان سعد جوادا بالفطرة وبالوراثة فهو ابن عبادة بن دليم بن حارثة الذي كانت شهرة جوده في الجاهلية أوسع من كل شهرة. ولقد صار جود سعد في الإسلام آية من آيات إيمانه، فقد قال الرواة عن جوده هذا: « كانت جفنة سعد تدور مع النبي في بيوته جميعا». وقالوا: «كان الرجل من الأنصار ينطلق إلى داره بالواحد من المهاجرين أو بالاثنين أو بالثلاثة، وكان سعد بن عبادة ينطلق بالثمانين». من أجل هذا كان سعد يسأل ربه دائما المزيد من خيره ورزقه. وكان يقول: «اللهم إنه لا يصلحني القليل، ولا أصلح عليه». ومن أجل هذا كان خليقا بدعاء الرسول محمد له: « اللهم اجعل صلواتك ورحمتك على آل سعد بن عبادة ».
ولم يضع سعد ثروته وحدها في خدمة الإسلام، بل وضع قوته ومهارته، فقد كان يجيد الرمي، وفي غزواته مع الرسول كانت فدائيته حازمة وحاسمة. يقول ابن عباس: «"كان لرسول الله في المواطن كلها رايتان، مع علي بن أبي طالب راية المهاجرين، ومع سعد بن عبادة راية الأنصار"».

## ترشيحه للخلافة

### خلفية من صحيح البخاري
عقب وفاة النبي محمد، اجتمع المهاجرون والأنصار في سقيفة بني ساعدة لاختيار خليفة للنبي وكان سعد بن عبادة بينهم وبه وعكة ألمت به. وفقا لرواية ذكرها البخاري في صحيحه نقلا عن عمر بن الخطاب، فإن خطيب الأنصار خطب قائلاً: « أما بعد فنحن أنصار الله وكتيبة الإسلام وأنتم معشر المهاجرين رهط وقد دفت دافة من قومكم فإذا هم يريدون أن يختزلونا من أصلنا وأن يحضنونا من الأمر»،  ويقول عمر بن الخطاب ولما سكت أراد هو أن يتكلم ولكن أبا بكر أسكته وتحدث هو وقال مخاطبا: «ما ذكرتم فيكم من خير فأنتم له أهل ولن يعرف هذا الأمر إلا لهذا الحي من قريش هم أوسط العرب نسبا ودارا وقد رضيت لكم أحد هذين الرجلين (عمر بن الخطاب وأبا عبيدة عامر بن الجراح) فبايعوا أيهما شئتم».

ولكن ذلك لم يكن كافيا لبعض الأنصار، فرد عليه أحد الأنصار ويقال أنه حباب بن المنذر قائلا: 
 وتذكر هذه الرواية أيضاً نقلاً عن ابن الخطاب أنه بعد ذلك كثر اللغط وارتفعت الأصوات فقال عمر بن الخطاب ابسط يدك يا أبا بكر فبسط يده فبايعه المهاجرون ثم بايعه الأنصار ويقول ابن الخطاب ثم نزونا على سعد بن عبادة فقال قائل منهم، أي من معشر الأنصار، قتلتم سعد بن عبادة. وفسرت بعض المصادر السنية العبارة بمعنى «خذلتموه»، فرد عمر بن الخطاب وقال:
وقد أورد الإمام أحمد بن حنبل رواية  حول مبايعته كالتالي: «توفي رسول الله ﷺ وأبو بكر في طائفة من المدينة قال: فجاء فكشف عن وجهه فقبله وقال: "فداك أبي وأمي، ما أطيبك حياً وميتاً مات محمد ورب الكعبة" – وفيه – فانطلق أبو بكر وعمر يتقاودان حتى أتوهم فتكلم أبو بكر فلم يترك شيئاً أنزل في الأنصار ولا ذكره رسول الله ﷺ من شأنهم إلا ذكره وقال: " لقد علمتم أن رسول الله ﷺ قال: "لو سلك الناس وادياً، وسلكت الأنصار وادياً، سلكت وادي الأنصار، ولقد علمت يا سعد أن رسول الله ﷺ قال وأنت قاعد: "قريش ولاة هذا الأمر فبر الناس تبع لبرهم وفاجرهم تبع لفاجرهم"، فقال له سعد: "صدقت نحن الوزراء وأنتم الأمراء"». وفي نص آخر أن أبا علقمة قال لسعد بن عبادة: «ألا تدخل فيما دخل فيه المسلمون؟!».
ويؤكد علي الصلابي أن سعد بن عبادة بايع أبا بكر وعمر وبقي على العهد حتى مات وقال: «ثبتت بيعة سعد بن عبادة، وبها يتحقق إجماع الأنصار على بيعة الخليفة أبي بكر، ولا يعود أي معنى للترويج لرواية باطلة، بل سيكون ذلك مناقضاً للواقع واتهاماً خطيرًا، أن ينسب لسيد الأنصار العمل على شق عصا المسلمين، والتنكر لكل ما قدمه من نصرة وجهاد وإيثار للمهاجرين، والطعن بإسلامه من خلال ما ينسب إليه من قول: لا أبايعكم حتى أرميكم بما في كنانتي، وأخضب سنان رمحي، وأضرب بسيفي، فكان لا يصلي بصلاتهم ولا يجمع بجامعتهم، ولا يقضي بقضائهم، ولا يفيض بإفاضتهم أي: في الحج. إن هذه الرواية التي استغلت للطعن بوحدة المهاجرين والأنصار وصدق أخوتهم، ما هي إلا رواية باطلة للأسباب التالية: أن الراوي صاحب هوى وهو «إخباري تالف لا يوثق به» ولا سيما في المسائل الخلافية. قال الذهبي عن هذه الرواية: وإسنادها كما ترى؛ أي: في غاية الضعف أما متنها فهو يناقض سيرة سعد بن عبادة، وما في عنقه من بيعة على السمع والطاعة، ولما روي عنه من فضائل أبي بكر الصديق.»

## جدلية موته
في سنة 635، مات سعد بن عبادة في بلاد الشام في ظروف غامضة. وفقا لبعض المصادر، فإن الجن قتلته،  وهناك مصادر سنية تقليدية تذكر وفاته بشكل طبيعي، وهناك مصادر أكاديمية تؤكد وفاته بشكل طبيعي.

### نظرية الجن
يذكر بعض المؤرخين الإسلاميين أن سعد بن عبادة قتلته الجن وهو قائم يبول، وذلك بسهم في قلبه. لكن الألباني شكك في صحة هذه الروايات وقال: «لا يصح على أنه مشهور عند المؤرخين». وذكر ابن عبد البر في كتابه «الاستيعاب» أن سعد بن عبادة تخلف عن بيعة أبي بكر، وخرج من المدينة، ولم ينصرف إليها إلى أن مات بحوران من أرض الشام لسنتين ونصف مضتا من خلافة عمر، وذلك سنة خمس عشرة. وقيل سنة أربع عشرة. وقيل: بل مات سعد بن عبادة في خلافة أبي بكر سنة إحدى عشرة. ولم يختلفوا أنه وجد ميتا في مغتسله، وقد أخضر جسده، ولم يشعروا بموته حتى سمعوا قائلا يقول- ولا يرون أحدا: «قتلنا سيّد الخزرج ... سعد بن عباده، رميناه بسهم ... فلم يخط فؤاده». وهذه رواية ابن جريج عن عطاء.
وقال ابن الأثير: فلما سمع الغلمان ذلك ذعروا فحفظ ذلك اليوم فوجدوه اليوم الذي مات فيه سعد بالشام. وقال ابن سيرين: بينما سعد يبول قائما إذ اتكأ فمات، قتلته الجن. وفي تاريخ ابن عساكر عن ابن عون عن محمد أن سعد بال وهو قائم فمات فسمع قائلا يقول «قتلنا سيد الخزرج سعد بن عبادة، ورميناه بسهم فلم يخط فؤاده». وعن عبد الأعلى أن سعد بن عبادة بال قائما فرمي فلم يدر بذلك حتى سمعوا «قتلنا سيد الخزرج سعد بن عبادة * ورميناه بسهم فلم يخط فؤاده». وعن سعيد بن عبد العزيز قال: أول مدينة فتحت بالشام بصرى وفيها مات سعد بن عبادة.

### وجهة نظر أهل السنة
القول بأن عمر قتل سعدا بعد ذلك: قول باطل لا أساس له من الصحة، ولم يقله أحد من أهل العلم والديانة، والمعرفة بالتواريخ وأخبار الناس. والمشهور أن سعدا، ، مات بمغتسله بالشام، وقيل: قتلته الجن، ولا علاقة لعمر بموته. قال ابن سعد في «الطبقات الكبرى»: «أَخْبَرَنَا يَزِيدُ بْنُ هَارُونَ قَالَ: أَخْبَرَنَا سَعِيدُ بْنُ أَبِي عَرُوبَةَ قَالَ: سَمِعْتُ مُحَمَّدَ بْنَ سِيرِينَ يُحَدِّثُ: أَنَّ سَعْدَ بْنَ عُبَادَةَ بَالَ قَائِمًا، فَلَمَّا رَجَعَ قَالَ لأَصْحَابِهِ: إِنِّي لأَجِدُ دَبِيبًا، فَمَاتَ، فَسَمِعُوا الْجِنَّ تَقُولُ: قَتَلْنَا سَيِّدَ الْخَزْرَجِ سَعْدَ بن عبادة رميناه بسهمين فلم نخط فؤاده ".»
وقال الأصمعي: «حَدَّثَنَا سَلَمَةُ بنُ بِلاَلٍ، عَنْ أَبِي رَجَاءَ قَالَ: قُتِلَ سَعْدُ بنُ عُبَادَةَ بِالشَّامِ، رَمَتْهُ الجِنُّ بِحوْرَانَ». ويؤكد ابن قتيبة: إن سبب موته انه جلس يبول في نفق، فلدغ ومات من ساعته وأخضر جلده، وهو الصواب. 
وذكر الذهبي: إن الجن قتلته"، قلت "أي الذهبي": وهذا لم يثبت، ولا يوجد أسانيد صحيحة لهذه القصة.

### وجهة نظر الشيعة
من جهة أخرى يرى أغلب الشيعة أنها أول عملية اغتيال سياسي في الإسلام، وذلك بسبب مواقف سعد بن عبادة ومناداته بأحقية معشر الأنصار في تولي الخلافة بعد وفاة النبي، وأنشد البعض قائلين:
وروي أنه وقعت مناظرة بين مؤمن الطاق والإمام أبي حنيفة النعمان فقال أبو حنيفة لمؤمن الطّاق يوماً من الأيام: «لِمَ لَمْ يطالب عليّ بن أبي طالب بحقه بعد وفاة رسول الله إن كان له حقُّ؟» فأجابه مؤمن الطاق فقال: «خاف أن تقتله الجن كما قتلوا سعد بن عبادة بسهم المغيرة بن شعبة»، وفي رواية بسهم خالد بن الوليد.

### آراء وأقوال حديثة
يؤكد عدد من المؤرخين الأكاديميين مثل هشام جعيط وعبد الحي شعبان وهاشم يحيى الملاح وصالح أحمد العلي وعبد العزيز الدوري وحسن إبراهيم حسن، أن الرجل كانت وفاته طبيعة حيث وجد ميتًا عَلَى مغتسله، وقد اخضرّ جسده، وجرى تلفيق قصة مقتله لأغراض سياسية من قبل المناوئين.
ويرى بعض الباحثين مثل طه حسين ورفعت السعيد ورشيد الخيون وأحمد صبحي منصور ومحمد مقصيدي أنّ حادثة مقتل الصحابي سعد بن عبادة كانت في الحقيقة مدبرة وهي عملية اغتيال سياسي ذات أبعاد سياسية ولا علاقة للجن فيها وتعتبر أول عملية اغتيال سياسي في تاريخ الإسلام من بعد وفاة النبي محمد،  بسبب أن سعد بن عبادة كان يرى أن الخلافة يجب أن تكون في معشر الأنصار. وقال في هذه الحادثة ساخرا الشاعر عبد الله البردوني شيعي المذهب:
وقد طعن بعضُ عُلماء الدين المُعاصرين بتلك الآراء بدعوى أنها صادرة عن باحثين علمانيين أو مستشرقين في الأعم وليس من أهل الديانة والدين.
وفي كتابه «عمر والتشيع»، يستنتج الكاتب الشيعي حسن العلوي قائلا: